# Tegenaria zagatalensis
Tegenaria zagatalensis là một loài nhện trong họ Agelenidae.
Loài này thuộc chi Tegenaria. Tegenaria zagatalensis được Guseinov, Marusik và Koponen miêu tả năm 2005.